# Au-dessus des nuages (téléfilm)
Pour plus de détails, voir Fiche technique et Distribution.
Au-dessus des nuages est un téléfilm français réalisé par Jérôme Cornuau, diffusée en 2020 en France sur TF1.
Il est adapté du livre autobiographique du même nom de Dorine Bourneton, sorti le 19 février 2015 aux éditions Robert Laffont.

## Synopsis
Ce téléfilm raconte le combat de Dorine Bourneton, première femme handicapée au monde pilote de voltige aérienne. Son ambition est née à l'âge de seize ans après un crash dans lequel elle était passagère et qui lui a causé une paraplégie.

## Fiche technique
Sauf indication contraire, les informations mentionnées dans cette section peuvent être confirmées par la base de données cinématographiques Allociné,  présente dans la section « Liens externes ».
- Titre : Au-dessus des nuages
- Réalisation : Jérôme Cornuau
- Scénario : Jérôme Cornuau, Claire Borotra
- Musique: David Menke
- Société(s) de production : Exilène Films, TF1 Production
- Société(s) de distribution : TF1 Distribution
- Pays d'origine :  France
- Langue d'origine : Français
- Genre : Biographique
- Durée : 90 minutes
- Dates de première diffusion :
  -  France : 9 novembre 2020 sur TF1[3]
- Classification : Tout public

## Distribution
- Alice Taglioni : Dorine Bourneton
- Aïssa Maiga : Marion
- Lannick Gautry : Guillaume
- Fanny Cottençon : la mère de Dorine
- Sam Karmann : le père de Dorine
- Cyril Gueï : Martin
- Margaux Chatelier : Dorine à 17 ans
- Alex Goude : l'animateur
- Cassie Makoumbo Fowe : Lili à 8 ans
- Tracy Gotoas : Marion à 17 ans
- Michel Bompoil : le Dr Vian
- Marie Le Cam : la juge des affaires familiales
- Eva Mazauric : la psychologue
- Franz Lang : le président du comité d'aviation
- Charles Durot : Gillou
- Denis Mazeaud : le médecin du crash
- Justine Depoue : l'aide-soigante
- Anne-Sophie Liban : la sage-femme
- Mélanie Malhère : la gendarme 1
- Jean-Louis Tilburg : le gendarme 2
- Elie Axas : la maman d'Alexis
- Marie Bonnouvrier : la professeure de GRS

## Audiences
Selon Médiamétrie, le téléfilm en deux parties a rassemblé en moyenne 3,09 millions de téléspectateurs dont 13,5 % du public de quatre ans et plus.